# Cá còm
Cá còm, tên khoa học Chitala ornata, là một cá đêm nhiệt đới với một cơ thể dài như dao.

## Hành vi
Chúng là sinh vật về đêm và thường kiếm ăn vào ban đêm. Chúng thường săn con mồi sống và sẽ cố gắng ăn bất kỳ cá nào vừa miệng. Những con cá này cũng có thể thở không khí để tồn tại trong nước tù đọng và ít oxy. Cá còm thích nước trung hòa pH và nhiệt độ khác nhau, 75-85 F.

## Vị trí
Hầu hết đến từ Đông Nam Á, đặc biệt là Thái Lan, Việt Nam, Borneo, Malaysia, Ấn Độ, và Sumatra.
Những con cá này thường được tìm thấy trong hồ, đầm lầy, và thượng nguồn sông. Chúng thích hồ nhiều nước và có thể tồn tại với oxy thấp.

## Ăn
Cá còm có chế độ ăn thịnh soạn, một trong những lý do người ta thích nuôi chúng như vật nuôi. Chúng là loài cá săn mồi và sẽ ăn thức ăn tươi sống như cá tạp, tôm ma và giun đen. Với thời gian chúng có thể thích nghi với các loại thực phẩm như Beefheart và đôi khi sẽ học cách chấp nhận thức ăn viên thương mại. Chúng chủ yếu hoạt động vào ban đêm, do đó thích ăn khi đèn tắt.